# غلامعلی‌خان بیرانوند
غلامعلی خان بیرانوند ملقب به امیرهمایون(جد خوانین همایونی و اعظمی ) یکی از بزرگ‌ترین سران ایل بیرانوند در منطقه لرستان بود که در اواخر قاجار و اوائل پهلوی با تمرد از حکومت مرکزی، کنترل ولایت لرستان را به دست گرفته بود. 

## زندگی
غلامعلی خان امیرهمایون در ایل بیرانوند متولد شد پدرش لطفعلی خان بیرانوند بود. وی دوبار ازدواج کرد. نام همسران او عجیده خانم(نوه دختری شیخ خزعل عرب ) و آغا زیبا بوده است. حاصل این ازدواجها چهار فرزند پسر بوده است که هر یک در رهبری ایل بیرانوند نقش داشته اند.این فرزندان عبارت‌انداز: یدالله خان بیرانوند، نصرت الله خان اعظمی، غلامرضا خان همایونی و علی خان داور.
دوران ریاست غلامعلی خان بر ایل بیرانوند مصادف با جنگ جهانی اول و حمله روسها به منطقه لرستان و نفوذ انگلیس در منطقه بود. در سال ۱۲۹۰ قمری، ویلسن از طرف سرپرسی کاکس مامور مخصوص لرستان شد. ماموریت او طرح نقشه احداث راه آهن بود.
انگلیسی‌ها مجبور بودند با خوانین لرستان جهت اجرای نقشه‌های خود از جمله راه آهن و اغتشاشات محلی ارتباط بر قرار نماید .ظاهرا در هر دو مورد سیاست‌های پی گرفته شده توسط وی موجب آزار و مانع برای حضور انگلیس در منطقه می‌گردد. وی هم‌زمان اداره طوایف ایل بیرانوند را به خان هایی از هر طایفه واگذار کرده بود تا بدین وسیله ثباتی در اداره لرستان شکل گیرد.

## وقایع دوران
ادموند انگلیسی که در ۲۸ اوت ۱۹۱۳ میلادی دزفول را به طرف بروجرد ترک کرد در سفرنامه خود می‌نویسد: بیشتر خانهای این طایفه القابی دارند .این لقب ها از طرف دولت کاملا غیر رسمی هستند.. زندگی آزاد در ناحیه حاصلخیز سیلاخور که به زور آن را اشغال کرده اند و غارتگری (که گفته می‌شود تا حوالی قم پیش رفته اند). طلاهای آلمان آنها را فوق العاده ثروتمند ساخته است .. من با خوانین عمده طایفه مانند غلامعلی خان و علی مردان خان و شیخ علی ملاقات کردم..
همچنین در ۲۵ سپتامبر ۱۹۱۳ میلادی ویلسن از نهاوند به سفارت انگلیس گزارش می‌دهد:
    دیشب در تمام شب تیر اندازی بود امروز هم ادامه دارد دیروز نیز تیر اندازی در کار بود ..... روسای ایل بیرانوند میخواهند از مسافرت من به خرم اباد که از میان انها باید عبور کنم استفاده نموده دولت ایرانرا مجبور کنند کسان آنها را که گرفتار کرده اند ازاد سازند.امید است وقتیکه دولت ایران به اعاده امنیت این جاها اقدام خواهد کرد به ایل بیرانوند و روسای انها هیچ رحم نکند..
سرانجام در سال (۱۳۰۴) غلامعلی خان به همراه برادرانش به علت خیانت زیر دستان خود، به دست قوای دولتی افتاد و اعدام گردید.